# شيرينو (فارس)
شيرينو (بالفارسية: شيرينو) هي قرية إيرانية في قسم شيخ عامر في بلدة تشاه ورز في مقاطعة لامرد، إيران. و حسب إحصاءات سنه 2006 كان عدد سكانها 380 نسمة في 74 مسكن.